# Halianthella kerguelensis
Halianthella kerguelensis is een zeeanemonensoort uit de familie Halcampidae.
Halianthella kerguelensis is voor het eerst wetenschappelijk beschreven door Studer in 1879.